# Pachycondyla castanea
Pachycondyla castanea (Mayr, 1865) è una formica della sottofamiglia Ponerinae.

## Descrizione

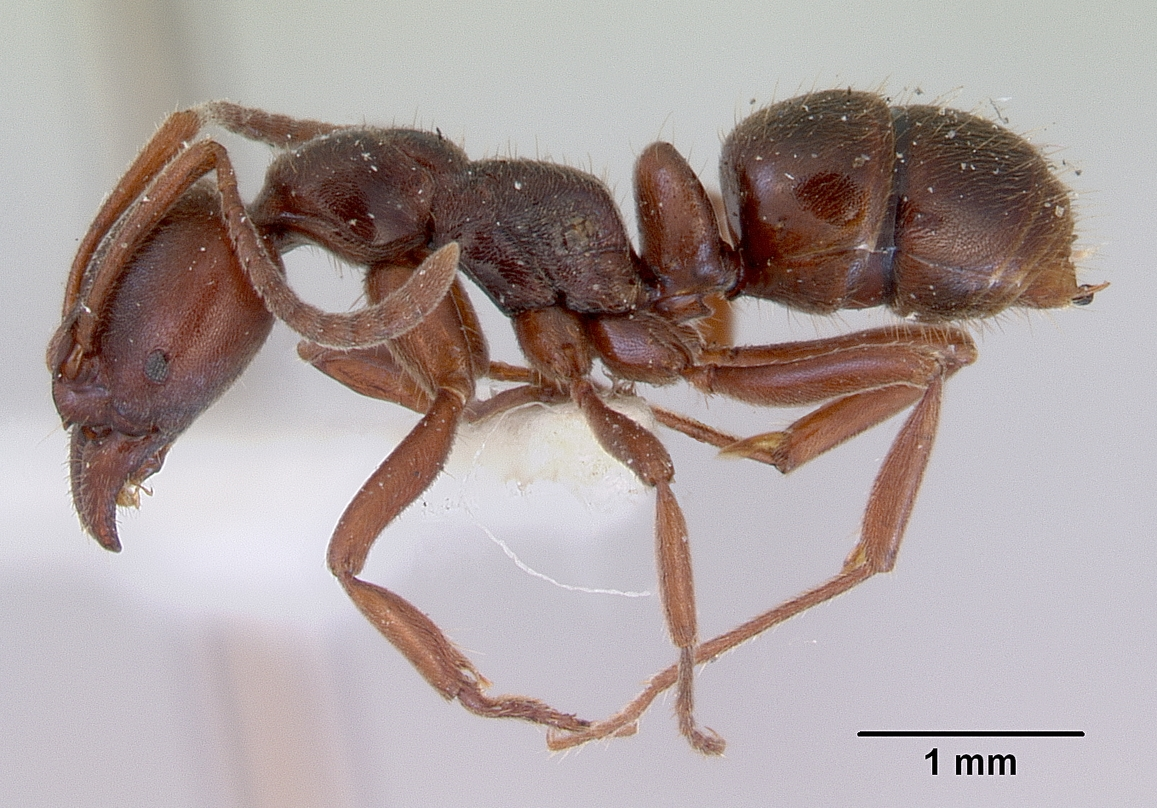
Visione laterale
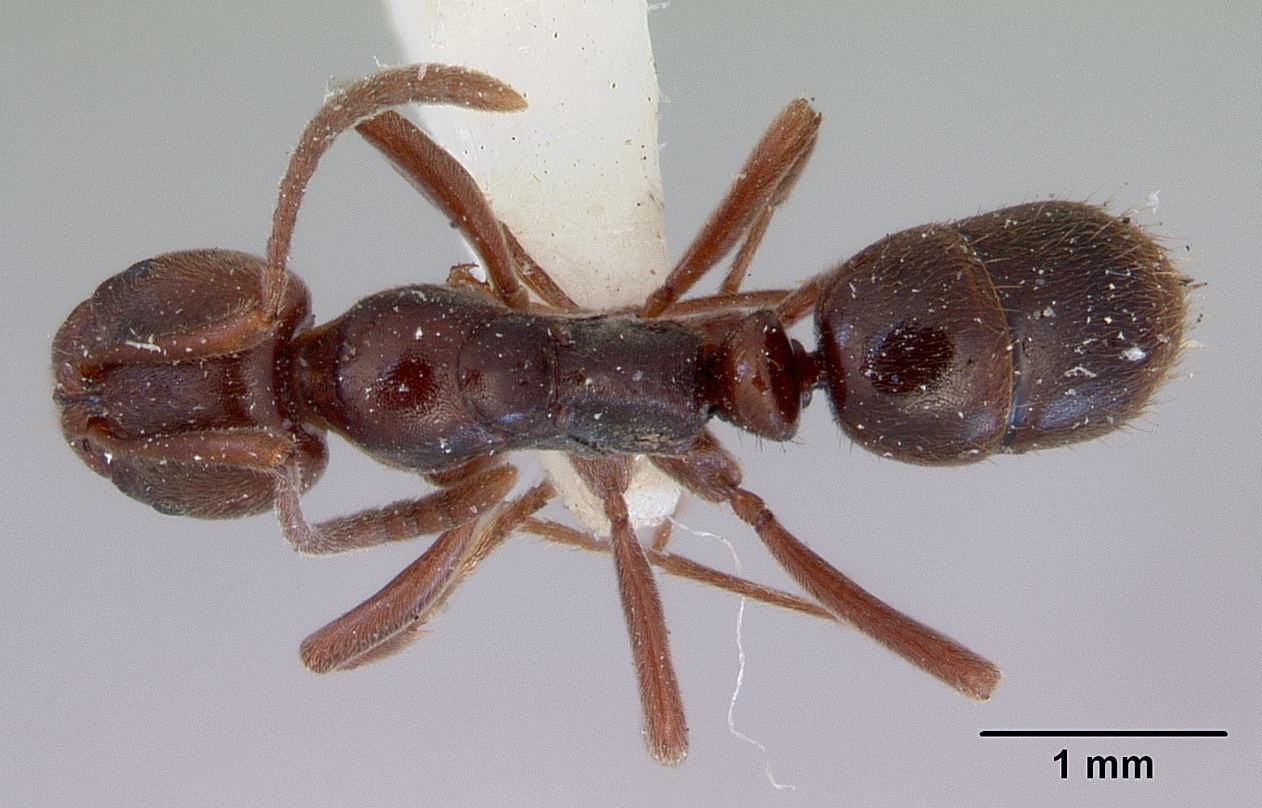
Visione dorsale
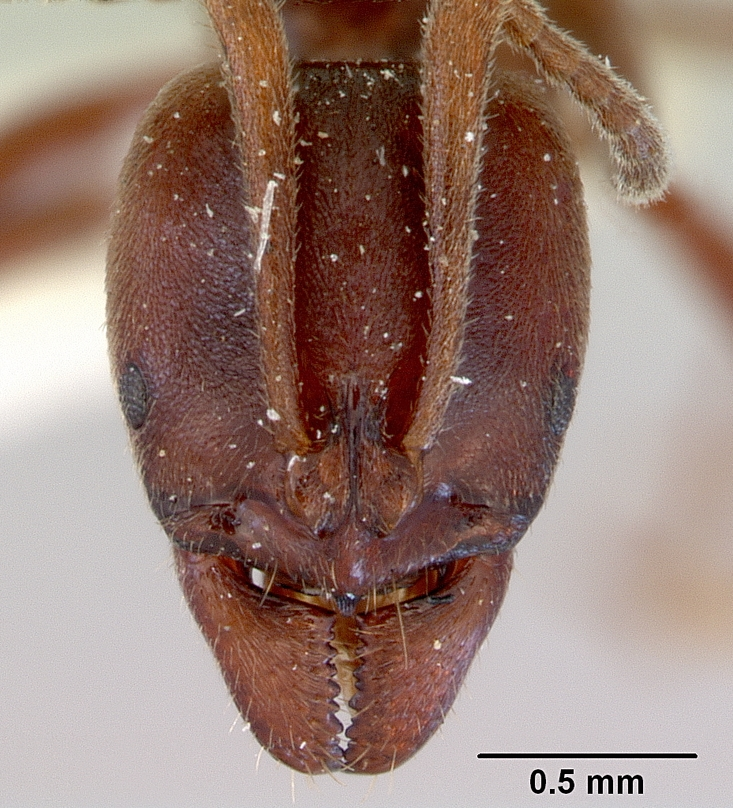
Testa

## Distribuzione e habitat
La specie è endemica dell'Isola del Nord, una delle due maggiori isole della Nuova Zelanda.